# Neutraleweg

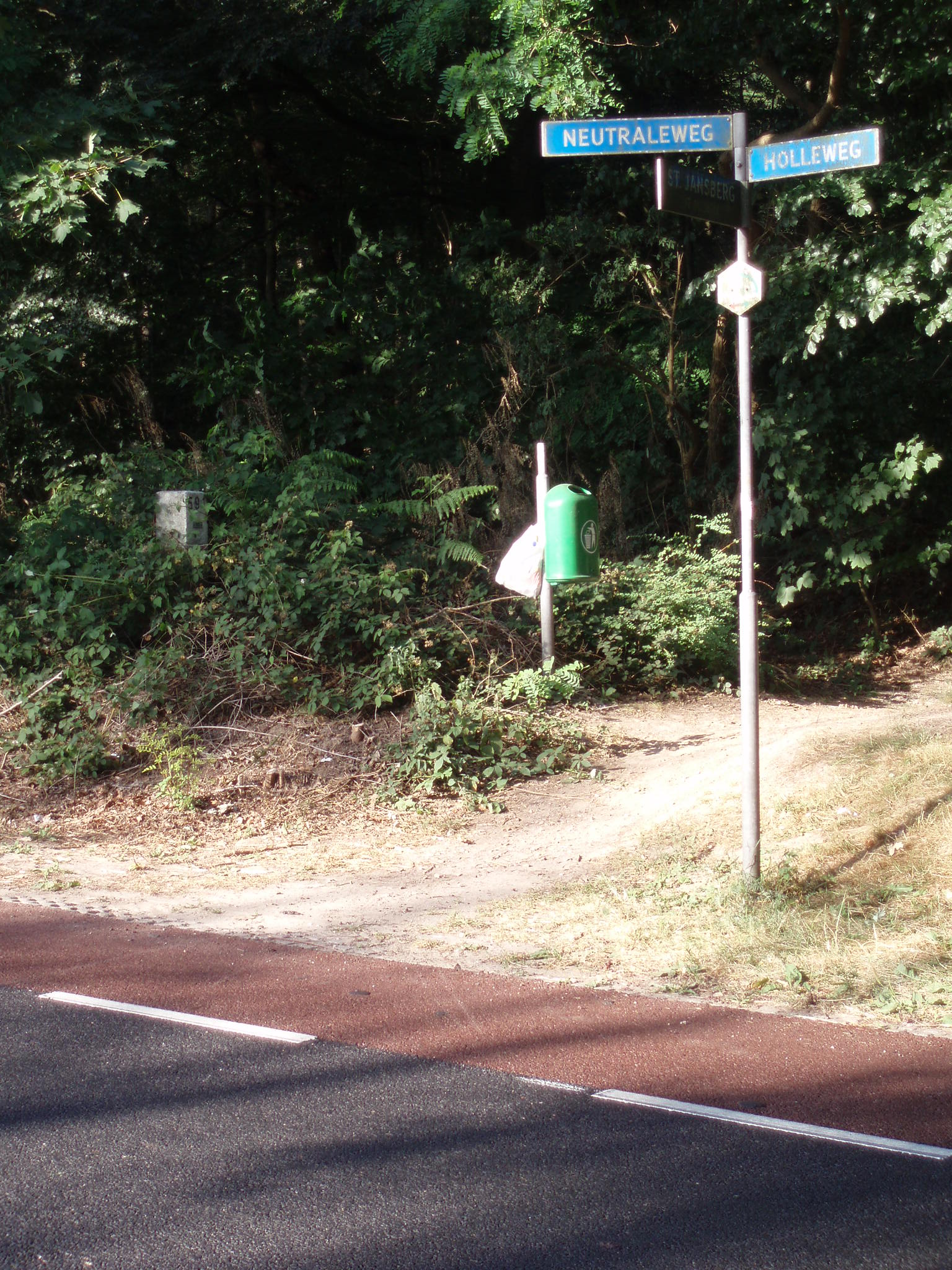
Grenspaal 591, scheiding tussen Neutraleweg en Holleweg

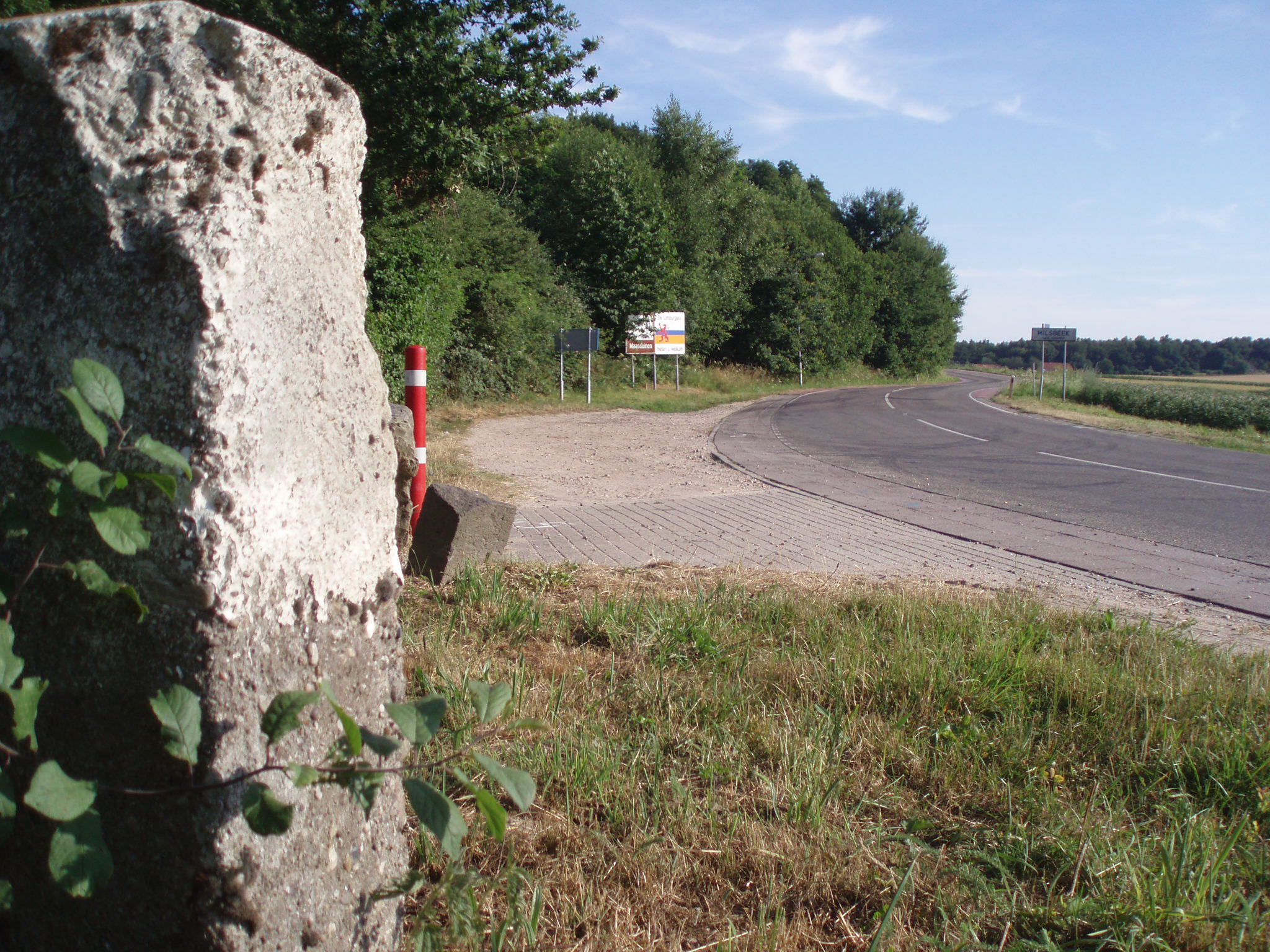
Grenspaal 593, de scheiding tussen Duitsland, Limburg en Gelderland

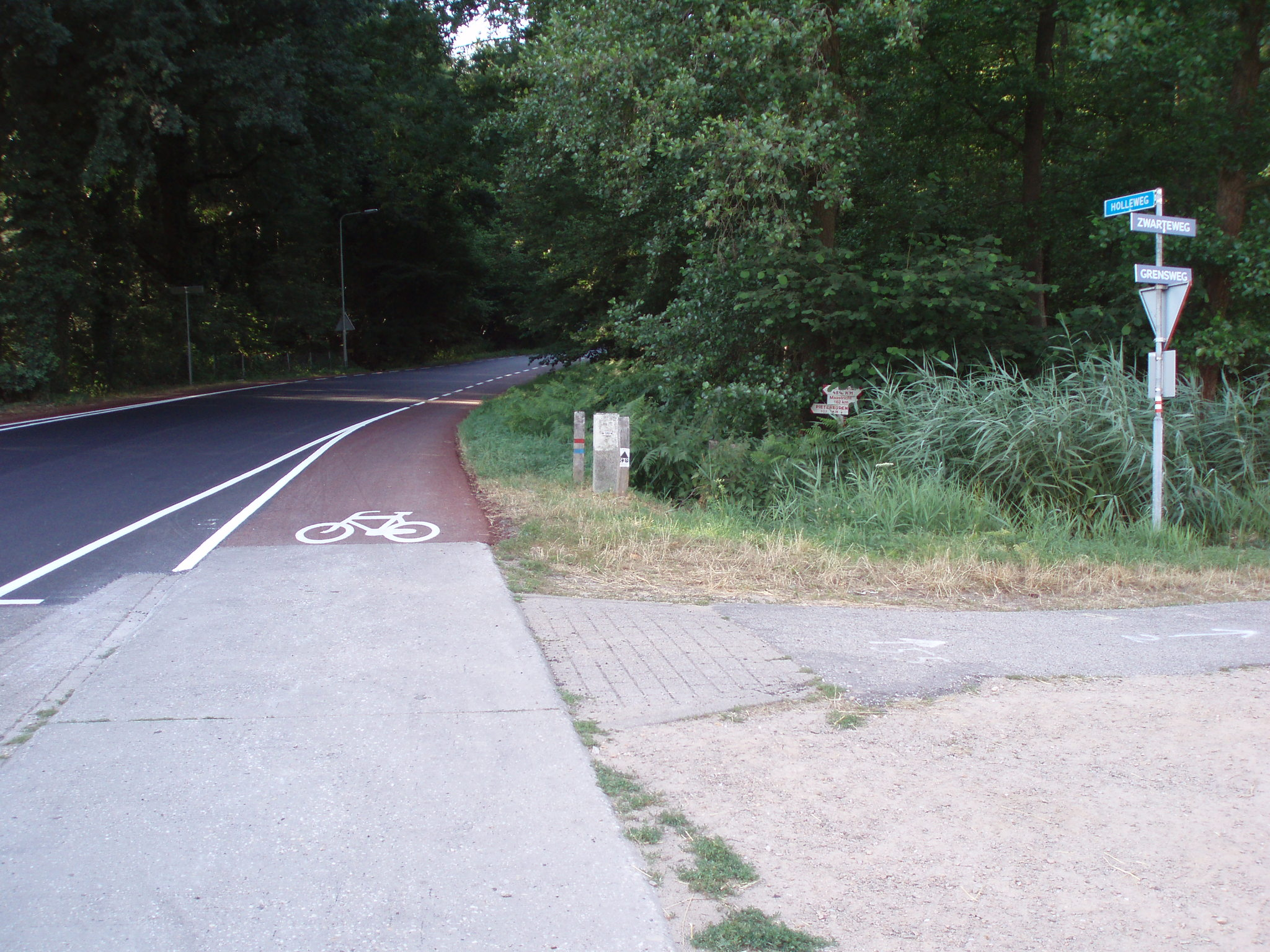
Grenspaal 589, alleen nog aan de oostelijke kant

De Neutraleweg (die deel uitmaakt van de N843) is samen met de Holleweg een doorlopende weg van Milsbeek bij Gennep langs het Reichswald naar de buurtschap Breedeweg bij Groesbeek. Het is een strook Limburgs land, ingeklemd tussen Gelderland en Duitsland. Grenspaal 589 staat aan het begin van de Holleweg, grenspaal 591 bij de scheiding Neutraleweg-Holleweg en 593 markeert het noordelijk einde van de Neutraleweg.
Reeds in de 15de eeuw was het verloop van de grens in dit gebied moeilijk te bepalen. In de 17de eeuw werd de nederzetting Grafwegen dan ook op gezag van Kleef gesticht aan de rand van de grens bij de huidige grenspaal 593. Boeren konden zodoende de grenspalen niet meer verplaatsen. De Neutraleweg en Holleweg stonden onder het gezag van zowel Gelre als Kleef.
In 1814 werden Nederland en België samengevoegd tot het Verenigd Koninkrijk der Nederlanden, waarbij de Maas voorlopig de oostelijke grens zou vormen. Tijdens het Congres van Wenen werd gedacht dat door de verschillende kronkelingen en overstromingen de beide oevers van de rivier beter in het bezit van één land konden zijn. Van Venlo tot Mook moest de grens met Pruisen minimaal 800 Rijnlandse roeden (3014 meter) van de Maas verwijderd zijn. Alle gemeenten die niet verder dan 1000 Rijnlandse roeden (3787 meter) van de Maas af lagen werden bij Nederland gevoegd. De grenspaal 593 bij de Neutraleweg markeerde de splitsing van waar twee verdragen betreffende de rijksgrens van Nederland werd vastgelegd.
Voor de grens ten zuiden van de paal tot aan de Moezel gold het Traktaat van Aken, gesloten op 26 juni 1816. Voor de grens ten noorden van de paal, waar voorheen het 'Hollandse' grondgebied begon, tot aan de Rijn werd op 7 oktober van hetzelfde jaar het Traktaat van Kleef getekend. Ten slotte werd de grenslijn met Pruisen vastgelegd in het Procès-Verbal de la ligne de demarcation entre les Royaumes des Pays-Bas et de Prusse, getekend in Emmerik op 23 september 1818. Tot 1847 markeerden eikenhouten grenspalen de grens; later werden zij vervangen door stenen exemplaren.
Zoals tijdens het Traktaat van Aken voor een gedeelde soevereiniteit voor het gebied nabij Moresnet werd gekozen, zo werd ook de weg vanaf grenspaal 589 tot en met 593 onder het beheer van zowel het Pruisische Kleef als het Nederlandse Ottersum gesteld. Volgens het Procès-Verbal van 1818 zouden de vijf grenspalen zowel aan de oostelijke als aan de westelijke zijde van de weg geplaatst worden, waarmee de gehele weg als grens werd aangemerkt.
Tijdens de Belgische Revolutie in 1830 sloot het hertogdom Limburg zich, op een enkele gemeente na, aan bij het nieuwe, Belgische Koninkrijk. Doordat het gebied tussen de grenspalen 589 en 593, de Holleweg en de Neutraleweg, onder het gemeenschappelijke beheer viel van zowel Kleef (Pruisisch) als Ottersum (van 1830 tot 1839 Belgisch) en vanaf de westelijke grenspalen 591 tot 593 aan het Nederlandse Groesbeek grensde, moet hier een opmerkelijk langgerekt drielandenpunt gelegen hebben. Met het Verdrag van Londen in 1839 kwam Ottersum weer onder Nederlandse heerschappij.
Tot 1866 behoorde de weg, net zoals het gehele hertogdom Limburg, tot de Duitse Bond.
Na de Tweede Wereldoorlog eiste de Nederlandse regering een groot gebied van Duitsland ter compensatie van de geleden schade tijdens deze oorlog. Het gemeenschappelijke beheer werd opgeheven en de grens kwam voorlopig te liggen aan de oostelijke zijde van de weg. In 1963 wijzigde men de grens definitief en werden de Neutraleweg en de Holleweg volledig Nederlands. In 1991 kwam door de verbreding van de weg waarschijnlijk een gedeelte hiervan op Duits grondgebied te liggen.
De route van de derde dag van de Nijmeegse Vierdaagse, uitgezonderd de 30 kilometer, loopt via deze weg.